# Benzoesan wapnia
Benzoesan wapnia (E213) – organiczny związek chemiczny z grupy benzoesanów, sól kwasu benzoesowego i wapnia.

## Zastosowanie
Benzoesan wapnia stosuje się jako konserwant do warzonych napojów bezalkoholowych, soków owocowych, gum do żucia, bezmlecznych dipów, lodów oraz margaryny.

## Zagrożenia
U niektórych osób benzoesan wapnia może wywoływać reakcje alergiczne, a także astmę, pokrzywkę, egzemę (wypryski), anafilaksję oraz problemy behawioralne. Jest niezalecany dla dzieci. Nie powinny go również spożywać osoby uczulone na aspirynę.